# Großer Fuchs

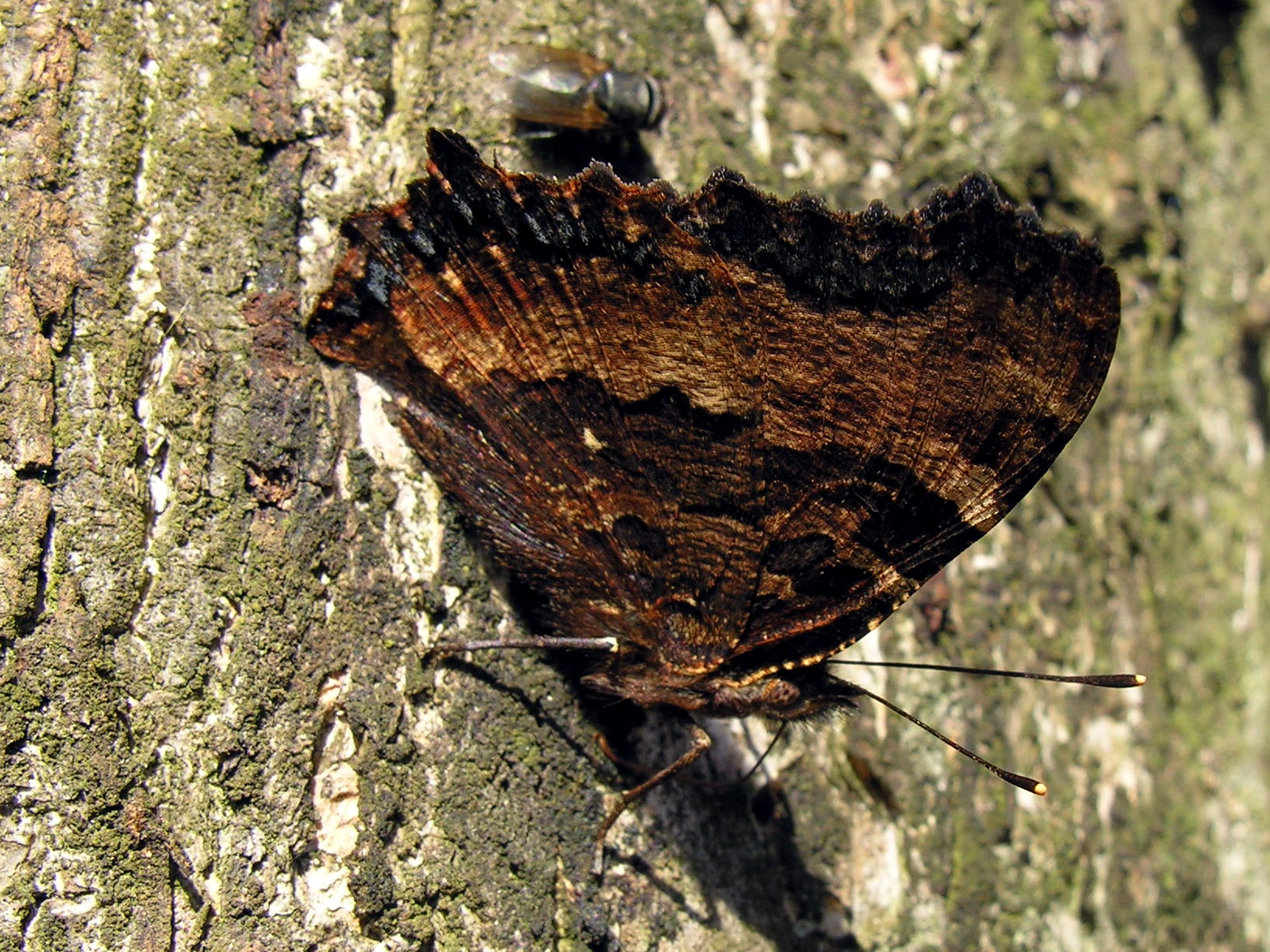
Unterseite des Großen Fuchses

Der Große Fuchs (Nymphalis polychloros) ist ein Schmetterling (Tagfalter) aus der Familie der Edelfalter (Nymphalidae). Er wurde von der Umweltstiftung BUND zum Schmetterling des Jahres 2018 gekürt.

## Beschreibung
Die Falter erreichen eine Flügelspannweite von 50 bis 55 Millimetern. Sie sehen dem Kleinen Fuchs (Aglais urticae) sehr ähnlich, sind aber etwas größer und in den Farben stumpfer gefärbt. Sie haben orangefarbene, mit schwarz-gelb-weiß gemusterte Flügeloberseiten. Der Rand der Hinterflügel ist deutlich schwächer blau gefärbt, aber gleichfalls dunkel umrandet. Die Hinterflügel sind fast gleichmäßig orange gefärbt und tragen je einen schwarzen Fleck.
Die Raupen werden ca. 45 Millimeter lang. Sie sind dunkelgrau, fast schwarz gefärbt und haben am Rücken und auf den Seiten orange Binden. Daneben haben sie auch orange gefärbte, verästelte Dornenauswüchse.

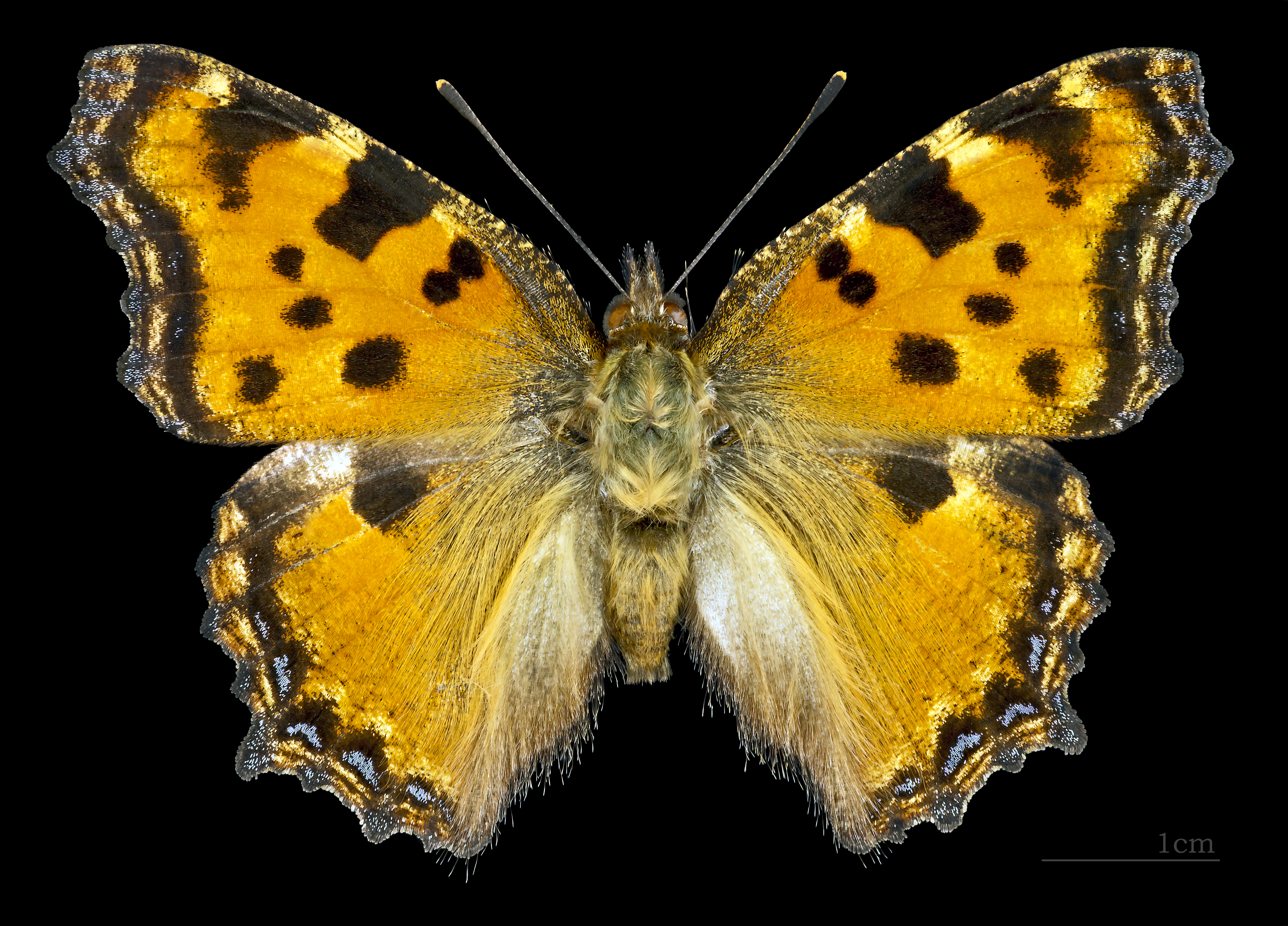
♂
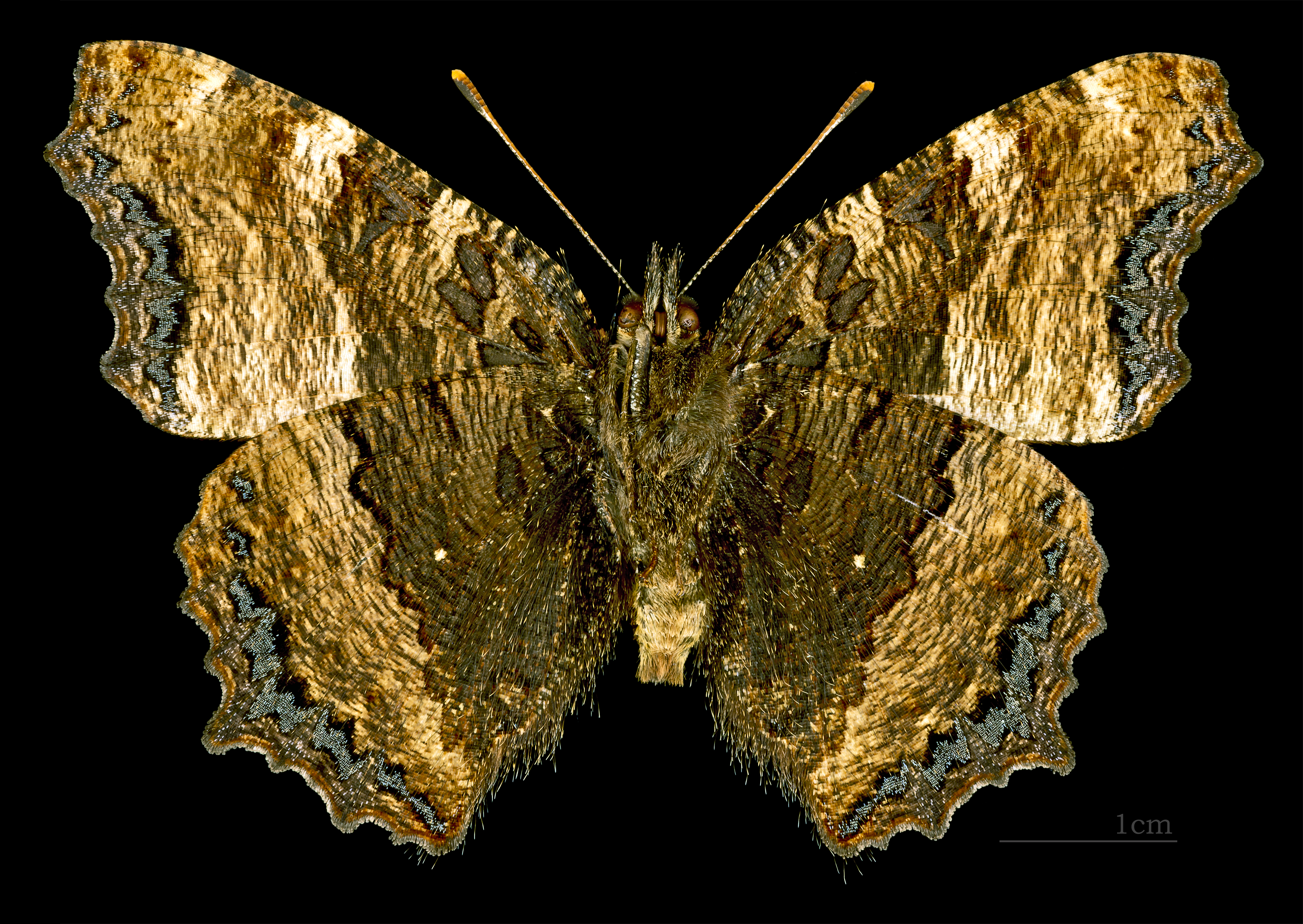
♂ △

### Ähnliche Arten
- Kleiner Fuchs (Aglais urticae)
- Östlicher Großer Fuchs (Nymphalis xanthomelas)
- Nymphalis vaualbum

## Vorkommen
Die Tiere kommen in Nordafrika, Süd- und Mitteleuropa, in der Türkei, im Süden Russlands, im mittleren und südlichen Ural, in Kasachstan und im Himalayagebiet vor. In Mitteleuropa kommen sie v. a. in den wärmeren Regionen vor, sind aber seltener geworden. Die Bestände schwanken von Jahr zu Jahr regional sehr stark. In Deutschland sind sie vor allem im Südwesten (Baden-Württemberg und Rheinland-Pfalz) und im Osten (Sachsen) verbreitet. Im Mittelmeergebiet und den Südalpen sind sie noch häufig. Sie leben in lichten Wäldern, an Waldrändern, in Parks und Gärten, auf verbuschten Trockenrasen, sowie auf Streuobstwiesen.

## Lebensweise
Die Falter saugen nur selten an Blüten, sondern bevorzugen austretende Baumsäfte. Im Frühjahr fliegen sie aber häufig blühende Weiden an. Auf Waldwegen findet man sie im Sommer auch beim Saugen an Exkrementen und Aas. Die Falter fliegen in Mitteleuropa in einer Generation von Ende Juni bis Mai des Folgejahres, im Süden fliegen sie in zwei Generationen. Überwinternde Falter erscheinen schon im März. Die Art fliegt oft aus dem Süden als Wanderfalter nach Mitteleuropa ein.

### Nahrung der Raupen
Die Raupen fressen Blätter von verschiedenen Laubbäumen. Sie ernähren sich vor allem von Salweide (Salix caprea), aber auch von Zitterpappel (Populus tremula), von Birnen (Pyrus communis) und gelegentlich von weiteren. Kirschen sind ebenfalls regional mitunter die wichtigste Raupennahrungspflanze. Der Einsatz von Pestiziden in Obstkulturen wirkte sich sehr negativ auf den Bestand der Art aus.

## Entwicklung
Die Weibchen legen ihre Eier an der Rinde von dünnen Zweigen ihrer Raupenfutterpflanzen ab. Dabei werden Zweige im Kronenbereich gut besonnter und windgeschützter Bäume in Solitär- oder Randlagen bevorzugt. Die Raupen leben zunächst gesellig, fressen aber die Zweige oft nicht vollständig kahl, bevor sie zu den nächsten wechseln. Sie verpuppen sich in der Bodenvegetation und schlüpfen noch im Hochsommer. Kurz danach ziehen sie sich schon sehr früh in ihre Winterverstecke zurück.

## Gefährdung und Schutz
Der Große Fuchs ist durch Intensivierungsmaßnahmen in der Land- und Forstwirtschaft gefährdet, da diese die Lebensräume der Art erheblich beeinträchtigen. So wurden Streuobstbestände durch Umwandlung in Ackerland oder Siedlungsanlagen vernichtet, Salweiden ausgeschlagen, und verstärkt Biozide im Obst- und Gartenbau eingesetzt. Um die Art zu schützen, sollten vor allem die gesellig auftretenden Raupen nicht bekämpft werden.

Da die Populationen des Großen Fuchses in den letzten Jahrzehnten stark zurückgegangen sind, wird er mittlerweile in der Roten Liste der gefährdeten Tiere Deutschlands als gefährdet (3) eingestuft. Auch in Österreich ist die Art nur noch sehr selten zu finden, sie gilt als empfindlicher Bioindikator. Allerdings gab es in den letzten Jahren auch gegenteilige Beobachtungen, ein wieder häufigeres Auftreten der Art, etwa in Oberbayern. Ähnliche Beobachtungen (Bestandszunahmen) liegen auch für Rheinland-Pfalz vor.